# Налоговый вычет
Нало́говый вы́чет — это сумма, на которую уменьшается налоговая база, либо возврат части ранее уплаченного налога на доходы физического лица в установленных законом случаях.
Налоговые вычеты определяются законодательно и рассчитываются согласно условиям применения. К примеру, по налогу на доходы физических лиц, на данный момент в Российской Федерации существуют 5 видов налоговых вычетов: стандартные, социальные, имущественные, профессиональные и инвестиционные.

## Стандартные налоговые вычеты
Определены в статье 218 второй части налогового кодекса Российской Федерации.
- Вычет в размере 500 рублей за каждый месяц для лиц, имеющих государственные награды либо особый статус: для Героев Советского Союза и Героев РФ, лиц, награждённых орденом Славы трёх степеней и многих других (перечисленных в подпункте 1 пункта 1 статьи 218 Налогового кодекса Российской Федерации).
- Вычет в размере 3000 рублей за каждый месяц на налогоплательщика, относящегося к категориям, перечисленным в подпункте 1 пункта 1 статьи 218 Налогового кодекса Российской Федерации.
- Вычет в размере 1400 рублей за каждый месяц на первого и на второго ребёнка, 3000 рублей на третьего и последующих (на каждого).
- Вычет в размере 12 000 рублей родителям и усыновителям (6000 рублей — опекунам и попечителям) за каждый месяц на каждого ребёнка-инвалида до 18 лет или учащегося очной формы обучения, аспиранта, ординатора, интерна, студента в возрасте до 24 лет, если он является инвалидом I или II группы.

На каждого ребёнка у налогоплательщиков, на обеспечении которых находится ребёнок и которые являются родителями или супругами родителей. На каждого ребёнка у налогоплательщиков, которые являются опекунами или попечителями, приёмными родителями. Если у супругов помимо общего ребёнка есть по ребёнку от ранних браков, общий ребёнок считается третьим.
Вычет действует до месяца, в котором доход, исчисленный нарастающим итогом с начала налогового периода, превысил 350 000 рублей.
Налоговый вычет предоставляется в двойном размере единственному родителю (приёмному родителю), усыновителю, опекуну, попечителю.
Согласно ранее действовавшим правилам, размер стандартного вычета на каждого ребёнка составлял 1000 руб. и 2000 руб. на ребёнка-инвалида (подп. 4 п. 1 ст. 218 НК РФ). В ноябре 2011 года в порядок предоставления вычета были внесены изменения, которые вступили в силу 22 ноября 2011 года и распространяются на правоотношения, возникшие с 1 января 2011 года (п. 2, 3 ст. 5 Федерального закона от 21.11.2011 № 330-ФЗ). Теперь с 1 января 2011 года вычет на первого и второго детей составляет 1000 руб. (с 1 января 2012 года — 1400 руб.), на третьего и каждого последующего — 3000 руб. На каждого ребёнка-инвалида вычет предоставляется в размере 3000 руб. Работодатели должны будут пересчитать базу по НДФЛ с начала 2011 г. в отношении тех работников, у которых трое и более детей или есть дети-инвалиды (п. 3 ст. 220, п. 3 ст. 226 НК РФ).

## Социальные налоговые вычеты
Определены в статье 219 второй части налогового кодекса Российской Федерации.
Социальный налоговый вычет на обучение могут получить налогоплательщики, которые в течение истёкшего года понесли расходы на своё обучение (очное, экстерн, заочное обучение), а также на обучение своих детей в возрасте до 24 лет на дневной форме обучения в образовательных учреждениях. Этим правом могут также воспользоваться опекуны и попечители, но только в отношении тех расходов, оплата которых произведена начиная с 1 января 2003 года.
По расходам в 2021—2023 годах максимальная сумма социального вычета 120 000 руб. Начиная с расходов 2024 года размер вычета ограничен суммой 150 000 руб.. Если налогоплательщик претендует на получение вычета за обучение своих детей или подопечных, верхняя планка — 110 000 руб. на каждого ребёнка в общей сумме на обоих родителей (опекуна или попечителя).
Социальный налоговый вычет на лечение предоставляется в сумме, уплаченной налогоплательщиком в налоговом периоде за услуги по лечению, оказанные медицинскими учреждениями Российской Федерации, имеющими лицензию на медицинскую деятельность, а также уплаченной налогоплательщиком за услуги по лечению супруга (супруги), своих родителей и (или) детям налогоплательщика в возрасте до 18 лет в медицинских учреждениях Российской Федерации (в соответствии с перечнем медицинских услуг, утверждаемым Правительством Российской Федерации), а также в размере стоимости медикаментов (в соответствии с перечнем лекарственных средств, утверждаемым Правительством Российской Федерации), назначенных им лечащим врачом, приобретаемых налогоплательщиком за счёт собственных средств. С 1 января 2009 года изменён размер предоставляемых социальных налоговых вычетов. Предельная сумма социального налогового вычета составляет 120 тысяч рублей.
Социальный вычет, связанный с негосударственным пенсионным обеспечением или добровольным пенсионным страхованием, могут получить налогоплательщики, заключившие с ПФР договоры негосударственного пенсионного обеспечения и (или добровольного пенсионного страхования) (подп. 4 п. 1 ст. 219 НК РФ). Обратиться за вычетом можно в налоговую инспекцию или к работодателю. Также есть возможность подать декларацию через личный кабинет налогоплательщика. Инспекция предоставит вычет по окончании календарного года, в котором произведены соответствующие расходы, а работодатель — в течение календарного года при условии, что работодатель удерживал взносы из выплат сотруднику и перечислял в соответствующие фонды.
Социальный налоговый вычет, связанный с расходами на уплату дополнительных страховых взносов на накопительную часть трудовой пенсии, могут получить налогоплательщики, уплатившие такие взносы в налоговом периоде (подп. 5 п. 1 ст. 219 НК РФ). Вычет в сумме расходов на уплату дополнительных страховых взносов на накопительную часть трудовой пенсии может быть предоставлен как налоговым органом, так и работодателем по желанию налогоплательщика (подп. 5 п. 1 и абз. 2 п. 2 ст. 219 НК РФ).

## Имущественные налоговые вычеты
Определены в статье 220 второй части налогового кодекса Российской Федерации.
При определении размера налоговой базы налогоплательщик имеет право на получение следующих имущественных налоговых вычетов:
1. При продаже имущества, находившегося в собственности налогоплательщика менее 3-х лет, необходимо уплатить налог на доходы физических лиц. Размер налоговой базы можно уменьшить на сумму, полученную налогоплательщиком от продажи имущества, не более 1 000 000 руб. при продаже: квартир, домов, комнат, земельных участков, дач и садовых домиков. При продаже иного имущества до 250 000 руб.
2. Если имущество было изъято для государственных или муниципальных нужд, то вычет производится в размере выкупной стоимости земельного участка и(или) расположенного на нём иного объекта недвижимого имущества.
3. Имущественные налоговые вычеты в сумме фактически произведённых налогоплательщиком расходов: при приобретении жилья и уплате процентов по кредиту за него (новое строительство, жилой дом, квартира, комната или доля (доли) в них, земельные участки, предоставленных для индивидуального жилищного строительства, земельные участки, на которых расположены приобретаемые жилые дома или доля (доли) в них). Общий размер имущественного налогового вычета, предусмотренного настоящим подпунктом, не может превышать 2 000 000 руб. без учёта сумм, направленных на погашение процентов. Сумма налогового вычета для процентов до 01.01.2014 года была ничем не ограничена.
4. С 01.01.2014 имущественный вычет по расходам на погашение процентов выделен отдельным подпунктом (подп. 4 п. 1 ст. 220 НК РФ). Данный вычет не может превышать 3 000 000 руб. и предоставляется в отношении только одного объекта недвижимости.

Например:
Если жильё было приобретено по ипотечному кредиту за 6 000 000 руб. и проценты по кредиту за всё время его использования составили 3 000 000 руб. , то имущественный налоговый вычет составит 2 000 000 руб. (от стоимости жилья) + 3 000 000 (суммы всех процентов) = 5 000 000 руб., а сумма сэкономленных денежных средств 5 000 000 * 0.13 = 650 000 руб. Если в налоговом периоде имущественный налоговый вычет не может быть использован полностью, его остаток может быть перенесён на последующие налоговые периоды до полного его использования. Повторное предоставление налогоплательщику имущественного налогового вычета на приобретение (строительство) жилья до 01.01.2014 года не допускалось (с 01.01.2014 — если гражданин в первый раз не использовал всю сумму вычета, то он вправе получить остаток вычета при следующей покупке). Граждане, находящиеся в браке, имеют право на использование налогового вычета независимо друг от друга. В случае если жильё будет приобретено в общую собственность, своё право на получение налогового вычета не теряет ни один из супругов, таким образом, если объект покупки стоит 4 000 000 руб. или более, каждый из супругов имеет право на налоговый вычет в размере 2 000 000 руб. , а сумма сэкономленных денежных средств составит 260 000 руб. на каждого из супругов.
Исходя из статьи 220 НК РФ налогоплательщик может уменьшить сумму облагаемого дохода от продажи жилого помещения, например, квартиры, находившегося в его собственности менее трёх лет, на сумму документально подтверждённых расходов, связанных с его приобретением, в том числе и в случае, если помещение было приобретено и продано в одном налоговом периоде. Указанный вычет в размере фактических и документально подтверждённых расходов предоставляется неоднократно.
В то же время повторное предоставление права на получение имущественного налогового вычета, предусмотренного подпунктом 2 пункта 1 статьи 220 НК РФ, не допускается.
Историческая справка: до 1 января 2003 сумма налогового вычета была ограничена 600 000 руб., с 1 января 2003 года размер вычета был ограничен суммой 1 000 000 руб. без учёта сумм, направленных на погашение процентов по ипотечным кредитам, с 1 января 2008 года — 2 000 000 руб., без учёта сумм, направленных на погашение процентов по целевым займам (кредитам).
Получить от государства возвращённые налоги гражданин может не в виде полной суммы вычета, а только то, что было им уплачено в виде налогов. Сумма вычета снижает налогооблагаемую базу на ту сумму средств, с которой был удержан налог.

## Профессиональные налоговые вычеты
Определены в статье 221 второй части Налогового кодекса Российской Федерации.
Также существует предельный размер вычета — сумма, после которой налоговый вычет перестаёт действовать.

## Инвестиционные налоговые вычеты
Инвестиционные налоговые вычеты определены в статье 219.1 второй части Налогового кодекса Российской Федерации.
Налогоплательщик имеет право на получение следующих инвестиционных налоговых вычетов:
- В размере положительного финансового результата, полученного от реализации (погашения) ценных бумаг и их производных инструментов[4], обращающихся на организованном рынке ценных бумаг (биржах), а также инвестиционные паи российских открытых паевых инвестиционных фондов, и находившихся в собственности налогоплательщика более трёх лет, но не более произведения Кцб на 3 млн руб. (Кцб — количество лет, которое ценные бумаги находились в собственности налогоплательщика). Данный налоговый вычет не применяется при реализации (погашении) ценных бумаг, учитываемых на индивидуальном инвестиционном счёте.
- В сумме денежных средств, внесённых налогоплательщиком на индивидуальный инвестиционный счёт, но не более 400 000 руб./год, что составляет до 52 000 руб. налогового вычета (Сумма взноса за год * 13 %). Вычет предоставляется при предоставлении налоговой декларации и документов, подтверждающих факт зачисления денежных средств на индивидуальный инвестиционный счёт. У налогоплательщика должен быть только один индивидуальный инвестиционный счёт.
- В сумме доходов, полученных по операциям, учитываемым на индивидуальном инвестиционном счёте. Вычет предоставляется по окончании договора на ведение индивидуального инвестиционного счёта при условии, что с даты заключения договора прошло не менее трёх лет. Налогоплательщик не может воспользоваться данным вычетом, если в период действия договора на ведение индивидуального инвестиционного счёта он воспользовался вычетом в сумме внесения средств на индивидуальный инвестиционный счёт.

## Налоговый вычет по расходам на спортивно-оздоровительные услуги
В январе 2019 года Минфин РФ разрабатывает проект закона о предоставлении физическим лицам налогового вычета за оказанные им физкультурно-оздоровительные услуги. Внесение изменений в статью 219 второй части Налогового кодекса РФ разрабатывается по итогам совещания у заместителя председателя правительства РФ Ольги Голодец. Согласно законопроекту, налоговый вычет будет предоставляться «в сумме, уплаченной налогоплательщиком в налоговом периоде, за оказанные ему организациями физкультурно-оздоровительные услуги».
Предполагаемый срок вступления в силу — январь 2020 года. Дата окончания публичных обсуждений — 4 февраля 2019 года.

## Налоговый вычет в разных странах

### В Азербайджане
В Азербайджане предусмотрены налоговые вычеты для подоходного налога и налога на прибыль. В соответствии со статьями 108—118 Налогового Кодекса Азербайджанской Республики, установлены вычеты из доходов или прибыли предпринимателей и юридических лиц. В этих же статьях указаны более подробные условия совершения таких вычетов из налоговой базы. Вычету подлежат расходы предприятий, которые связаны с извлечением дохода, расходами социального характера, которые были сделаны в рамках предпринимательской деятельности, обязательные платежи, которые предусмотрены на законодательном уровне, амортизационные отчисления, расходы на нематериальные активы, расходы связанные с геолого-разведывательными работами по добыче природных ресурсов. Вычету не подлежат расходы на питание и развлечения, расходы на приобретение основных средств, жилищные расходы работников, расходы на основные средства, которые не подлежат амортизации. Налоговые вычеты дают возможность плательщикам налогов использовать деньги, которые остались, на производственные или личные потребления.

### В Белоруссии
С 1 января 2012 года в Белоруссии был проиндексирован размер предоставляемого плательщикам стандартного налогового вычета. Были увеличены вычеты на несовершеннолетних детей и иждивенцев, вычеты для опекунов, попечителей, одиноких родителей и вдовцов. Некоторым категориям плательщиков также были увеличены вычеты: инвалидам первой и второй группы, инвалидам с детства и участникам Великой Отечественной войны.

### В США
В США облагаемый доход определяется суммированием доходов от всех видов деятельности, полученных алиментов, доходов от авторских прав и капитала. Затем из этой суммы высчитываются социальные налоги, которые включают в себя уплаченные алименты, добровольные пенсионные взносы, убытки, расходы.